# Дрейк, Бетси
Бетси Дрейк (англ. Betsy Drake; 11 сентября 1923 — 27 октября 2015) — американская актриса и писательница. Третья жена актёра Кэри Гранта.

## Биография
Родилась в семье американских иммигрантов. Её дед, Трейси Дрейк, был успешным бизнесменом и владельцем знаменитого в Чикаго отеля «Drake Hotel», но во время обвала фондового рынка в 1929 году её семья разорилась. Вскоре после этого она с родителями вернулась в США.
После окончания школы сосредоточилась на актёрской карьере и перебралась в Нью-Йорк. Благодаря знакомству с драматургом Хортоном Футом она получила роль в его пьесе «Только сердце», с чего и начался её постепенный профессиональный рост. Вскоре, под давлением своего агента, Дрейк подписала контракт в Голливуде, хотя была негативно настроена на съёмки в кино. Ей удалось разорвать контракт с киностудией, выдав себя за сумасшедшую, после чего Бетси Дрейк вновь вернулась в Нью-Йорк.
В 1947 году известный режиссёр Элиа Казан утвердил её на главную роль в свою постановку «Глубокие корни», с которой она отправилась на гастроли в Лондон. Там во время выступлений она познакомилась с популярным актёром Кэри Грантом. Обратно в США они возвращались вместе на лайнере «RMS Queen Mary». Тогда у них начался роман. По настоянию Гранта, Дрейк всё же подписала контракт с киностудией «RKO» и в 1948 году вместе с ним дебютировала в картине «Каждая девушка должна быть замужем».
На Рождество 1949 года Грант и Дрейк поженились. Частную свадебную церемонию организовал лучший друг Гранта Говард Хьюз. Это событие сделало Бетси Дрейк в миг популярной, и на протяжении 1950-х годов она оставалась довольно востребованной на главных ролях актрисой в США и Великобритании. В это время она часто появлялась на экранах в компании со своим мужем.
В 1956 году актриса стала одной из пассажирок злополучного лайнера «Андреа Дориа», потерпевшего крушение у берегов США. Тогда Дрейк возвращалась из Испании, где она навещала Кэри Гранта.
В 1958 году Дрейк и Грант разошлись. В 1962 году был оформлен официальный развод, хотя в последующие годы они оставались хорошими друзьями. От Кэри Гранта у актрисы не было детей, но она стала крёстной матерью Тессы Дал, дочери Патриции Нил, и Трейси Грейнджер, дочери Джин Симмонс.
После развода Бетси Дрейк завершила свою актёрскую карьеру и сосредоточилась на литературе. В 1971 году была опубликована её книга «Children You Are Very Little». В дальнейшие годы она работала в качестве практикующего психотерапевта в психиатрических больницах Лос-Анджелеса, и получила учёную степень в Гарвардском университете в Кембридже, штат Массачусетс. В 2005 году Дрейк снялась в документальном фильме о Кэри Гранте, в котором рассказала об их недолгом браке.
Последние годы своей жизни Дрейк провела в Лондоне, где умерла в возрасте 92 лет 27 октября 2015 года.

## Фильмография
- 1950 — Другая женщина (англ. The Second Woman) — Ellen Foster
- 1957 — Испортит ли успех Рока Хантера? — Jenny Wells